# Rue Cuerens
La rue Cuerens est une rue de Bruxelles-Ville édifiée vers 1840.
Elle  commence rue de la Senne au croisement de la rue Camusel et de la rue T'Kint et se termine boulevard de l'Abattoir.

## Origine de son odonyme

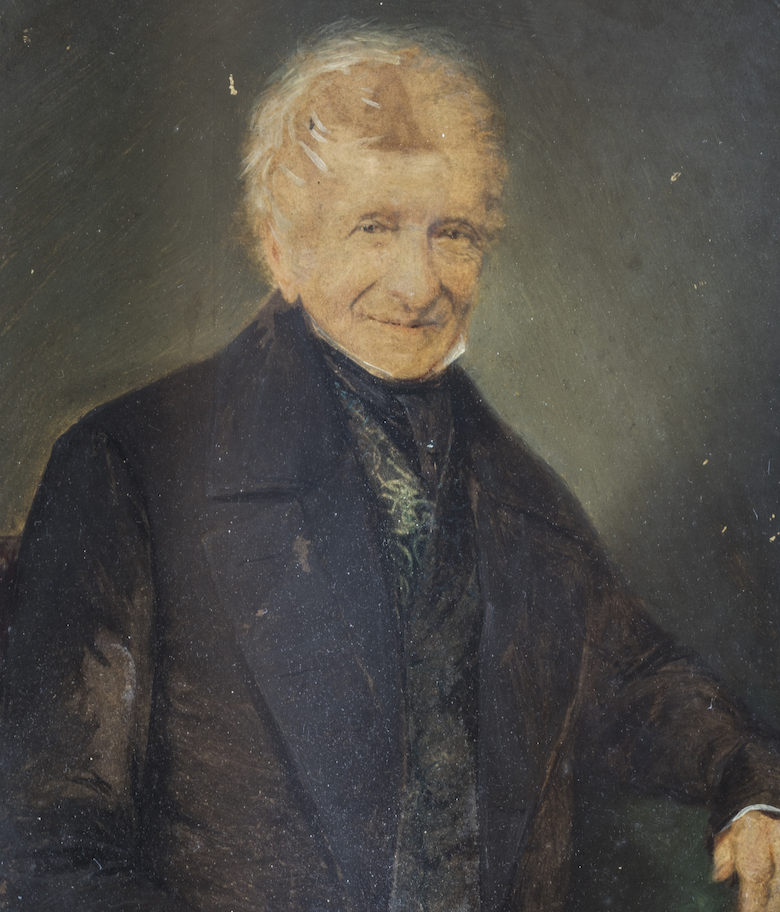
Jean-Baptiste van Dievoet (1775-1862), J.U.L, "licencié en droit civil et canonique" de l'ancienne université de Louvain, époux de Catherine-Jeanne Cuerens fille du jurisconsulte Pierre Cuerens, qui donna son nom à la rue Cuerens, et de Jeanne Marie d'Elderen (Portrait par Ignace Brice).

Elle doit son nom au propriétaire des terrains où elle fut alignée, Pierre Cuerens, avocat au Conseil souverain de Brabant, avocat aviseur des échevins de Vilvorde en 1792, époux de Dame Jeanne Marie d'Elderen, née à Liège, de la noble famille d'Elderen illustrée par Jean-Louis d'Elderen, prince-évêque de Liège de 1688 à 1694.
Pierre Cuerens et Jeanne Marie d'Elderen, ont eu une fille Catherine-Jeanne Cuerens, née à Bruxelles le 20 avril 1781, décédée à Kerkrade (Limbourg néerlandais) le 23 avril 1823, qui épousa à Bruxelles le 21 nivôse an XII (12 janvier 1804) (témoins : l'avocat François-Louis Camusel, beau-frère ; Joseph-Henri de Turck, beau-frère ; Jean-Louis van Dievoet et Paul Jacques van Dievoet), Jean-Baptiste van Dievoet (1775-1862), Juris utriusque licenciatus ("licencié en droit civil et canonique") dans l'ancienne université de Louvain, fils aîné de Jean-Baptiste van Dievoet et d'Anne-Marie Lambrechts. Ils eurent une fille Hortense van Dievoet (1804-1854) qui épousa le peintre Ignace Brice.
Leur autre fille Madame Camusel, née Marie-Thérèse-Jeanne Cuerens, qui avait épousé François-Louis Camusel, avocat au Conseil souverain de Brabant, membre du lignage de Coudenberg, a donné son nom à la rue Camusel adjacente.